# Elaeodopsis turlini
Elaeodopsis turlini är en fjärilsart som beskrevs av François Louis Nompar de Caumont de Laporte 1978. Elaeodopsis turlini ingår i släktet Elaeodopsis och familjen nattflyn. Inga underarter finns listade i Catalogue of Life.